# Associazione Calcio Arezzo 2005-2006
Questa pagina raccoglie le informazioni riguardanti l'Associazione Calcio Arezzo nelle competizioni ufficiali della stagione 2005-2006.

## Stagione
Nella stagione 2005-2006 l'Arezzo affidato alle cure di Elio Gustinetti disputa un ottimo campionato di Serie B, raccoglie 66 punti con il settimo posto, sfiorando l'accesso ai Play-off, sfumato per la peggiore differenza reti generale nei confronti del Cesena, a parità di scontro diretto. Anche i romagnoli hanno ottenuto 66 punti, ma il loro sesto posto finale, gli ha permesso di disputare e perdere, contro il Torino la semifinale. Sono saliti direttamente Atalanta e Catania, con il Torino che ha vinto i Play-off. Gli amaranto hanno ottenuto 32 punti nel girone di andata e 34 nel girone di ritorno. Due gli attaccanti aretini che si sono messi in evidenza, Antonio Floro Flores con 14 reti, ed Elvis Abbruscato con 10 reti in 26 partite, perché è stato ceduto a fine gennaio al Torino. Nella Coppa Italia l'Arezzo supera nel primo turno ad eliminazione diretta il Lanciano, poi nel secondo turno cede al Brescia, sconfitto (4-5) dopo i calci di rigore.

## Organigramma societario
Area direttiva
- Presidente: comm. Piero Mancini
- Amministratore delegato: dott. Giovanni Cappietti
- Direttore sportivo: Ermanno Pieroni

Area tecnica
- Allenatore: Elio Gustinetti
- Preparatore atletico: Costantino Coratti
- Fisioterapisti: Marco Sabatini e Sandro Dal Paz

## Rosa
| N. |                    | Ruolo | Calciatore             |
| -- | ------------------ | ----- | ---------------------- |
| 1  | Italia (bandiera)  | P     | Angelo Pagotto         |
| 1  | Spagna (bandiera)  | P     | Iñigo Vallejo          |
| 2  | Spagna (bandiera)  | D     | Pedro López            |
| 3  | Italia (bandiera)  | D     | Mirko Barbagli         |
| 4  | Italia (bandiera)  | C     | Simone Confalone       |
| 5  | Italia (bandiera)  | D     | Emanuele Venturelli    |
| 5  | Italia (bandiera)  | D     | Andrea Ranocchia       |
| 6  | Italia (bandiera)  | D     | Paolo Scotti           |
| 6  | Brasile (bandiera) | D     | Fabiano Lima Rodrigues |
| 7  | Italia (bandiera)  | D     | Cristian Raimondi      |
| 8  | Italia (bandiera)  | C     | Fabio Roselli          |
| 9  | Italia (bandiera)  | A     | Elvis Abbruscato       |
| 9  | Italia (bandiera)  | A     | Daniele Martinetti     |
| 10 | Croazia (bandiera) | C     | Ivan Javorčić          |
| 11 | Italia (bandiera)  | C     | Emanuele D'Anna        |
| 12 | Uruguay (bandiera) | P     | Nicolás Bremec         |
| 14 | Italia (bandiera)  | C     | Andrea Bricca          |
| 15 | Italia (bandiera)  | D     | Daniele Chiarini       |
| 16 | Nigeria (bandiera) | A     | Saidu Adeshina         |
| 17 | Italia (bandiera)  | A     | Aniello Cutolo         |
| 17 | Spagna (bandiera)  | D     | Antonio Ayala          |
| 18 | Italia (bandiera)  | A     | Luca Vigna             |

| N. |                      | Ruolo | Calciatore           |
| -- | -------------------- | ----- | -------------------- |
| 18 | Italia (bandiera)    | A     | Davide Sinigaglia    |
| 19 | Italia (bandiera)    | A     | Alessandro Simonetta |
| 20 | Italia (bandiera)    | A     | Nicola Falomi        |
| 20 | Australia (bandiera) | A     | Massimiliano Vieri   |
| 21 | Italia (bandiera)    | C     | Nicola Beati         |
| 22 | Italia (bandiera)    | D     | Marco Ogliari        |
| 22 | Italia (bandiera)    | D     | Francesco Galeoto    |
| 23 | Italia (bandiera)    | C     | Daniele Di Donato    |
| 24 | Italia (bandiera)    | P     | Gabriele Sollitto    |
| 25 | Italia (bandiera)    | C     | Dino Marino          |
| 27 | Italia (bandiera)    | A     | Fabio Lauria         |
| 28 | Italia (bandiera)    | D     | Fabrizio Romondini   |
| 28 | Italia (bandiera)    | D     | Stefano Lombardi     |
| 30 | Italia (bandiera)    | C     | Giovanni Passiglia   |
| 32 | Italia (bandiera)    | P     | Walter Bressan       |
| 73 | Italia (bandiera)    | C     | Martino Melis        |
| 74 | Italia (bandiera)    | D     | Mirko Conte          |
| 77 | Italia (bandiera)    | C     | Luca Antonini        |
| 80 | Italia (bandiera)    | D     | Moris Carrozzieri    |
| 83 | Italia (bandiera)    | A     | Antonio Floro Flores |
| 84 | Italia (bandiera)    | D     | Jacopo Stazzi        |

## Risultati

### Campionato

#### Girone di andata
| Arbitro: | Gava (Conegliano) |

|                                |           |  |
| Abbruscato 90+3’ (rig.), 90+6’ | Marcatori |  |

| Arbitro: | Squillace (Catanzaro) |

|              |           |  |
| Graziani 45’ | Marcatori |  |

| Arbitro: | Giannoccaro (Lecce) |

|                         |           |                  |
| Abbruscato 45+2’ (rig.) | Marcatori | 17’, 36’ Fantini |

| Catania 10 settembre 2005, ore 16:00 4ª giornata | Catania            | 0 – 0 | Arezzo | Stadio Angelo Massimino\| Arbitro: \| Preschern (Mestre) \| |
| Arbitro:                                         | Preschern (Mestre) |       |        |                                                             |

| Arbitro: | Lops (Torino) |

|                                        |           |                  |
| Abbruscato 79’, 86’ Floro Flores 90+4’ | Marcatori | 62’ (rig.) Frick |

| Brescia 20 settembre 2005, ore 20:30 6ª giornata | Brescia                | 0 – 0 | Arezzo | Stadio Mario Rigamonti\| Arbitro: \| M. Mazzoleni (Bergamo) \| |
| Arbitro:                                         | M. Mazzoleni (Bergamo) |       |        |                                                                |

| Arbitro: | Marelli (Livorno) |

|                  |           |             |
| Floro Flores 83’ | Marcatori | 37’ Manucci |

| Arbitro: | Pieri (Lucca) |

|  |           |                |
|  | Marcatori | 38’ Abbruscato |

| Arbitro: | Herberg (Messina) |

|                               |           |                           |
| Antonini 29’ Floro Flores 92’ | Marcatori | 40’ Tognozzi 57’ Gautieri |

| Arbitro: | Racalbuto (Gallarate) |

|            |           |             |
| Turati 59’ | Marcatori | 49’ Roselli |

| Arbitro: | Lops (Torino) |

|                 |           |  |
| Confalone 90+1’ | Marcatori |  |

| Arbitro: | Ciampi (Roma) |

|                                                |           |             |
| Abbruscato 58’ Floro Flores 63’ Raimondi 90+5’ | Marcatori | 53’ Moretti |

| Arbitro: | Tombolini (Ancona) |

|              |           |                 |
| Bellucci 60’ | Marcatori | 69’ Carrozzieri |

| Arbitro: | Gava (Conegliano) |

|                                   |           |  |
| Floro Flores 52’ Abbruscato 90+2’ | Marcatori |  |

| Arbitro: | P.S. Mazzoleni (Bergamo) |

|                 |           |  |
| Di Venanzio 27’ | Marcatori |  |

| Arbitro: | Messina (Bergamo) |

|                 |           |            |
| Carrozzieri 56’ | Marcatori | 29’ Bucchi |

| Arbitro: | Marelli (Como) |

|                    |           |  |
| Ricchiuti 57’, 90’ | Marcatori |  |

| Arbitro: | Rosetti (Torino) |

|           |           |                       |
| Pagano 5’ | Marcatori | 12’ (rig.) Abbruscato |

| Arbitro: | Dondarini (Finale Emilia) |

|                               |           |  |
| Raimondi 36’ Floro Flores 83’ | Marcatori |  |

| Arbitro: | Giannoccaro (Lecce) |

|                             |           |               |
| Bernacci 11’ Papa Waigo 89’ | Marcatori | 49’ Confalone |

| Arbitro: | Rizzoli (Bologna) |

|                  |           |  |
| Floro Flores 66’ | Marcatori |  |

#### Girone di ritorno
| Arbitro: | Tagliavento (Terni) |

|             |           |  |
| Piocelle 3’ | Marcatori |  |

| Arbitro: | Girardi (San Donà di Piave) |

|                             |           |  |
| Abbruscato 19’ Raimondi 80’ | Marcatori |  |

| Arbitro: | Dondarini (Finale Emilia) |

|                   |           |                               |
| Rosina 77’ (rig.) | Marcatori | 31’ Antonini 79’ Floro Flores |

| Arezzo 23 gennaio 2006, ore 20:45 25ª giornata | Arezzo           | 0 – 0 | Catania | Stadio Città di Arezzo\| Arbitro: \| Rodomonti (Roma) \| |
| Arbitro:                                       | Rodomonti (Roma) |       |         |                                                          |

| Arbitro: | Gabriele (Frosinone) |

|           |           |  |
| Frick 50’ | Marcatori |  |

| Arezzo 3 febbraio 2006, ore 19:00 27ª giornata | Arezzo             | 0 – 0 | Brescia | Stadio Città di Arezzo\| Arbitro: \| Pantana (Macerata) \| |
| Arbitro:                                       | Pantana (Macerata) |       |         |                                                            |

| Arbitro: | Romeo (Verona) |

|  |           |                     |
|  | Marcatori | 52’ (rig.) Raimondi |

| Arezzo 11 febbraio 2006, ore 16:00 29ª giornata | Arezzo             | 0 – 0 | Vicenza | Stadio Città di Arezzo\| Arbitro: \| Preschern (Mestre) \| |
| Arbitro:                                        | Preschern (Mestre) |       |         |                                                            |

| Arbitro: | Stefanini (Prato) |

|             |           |                |
| Ciofani 87’ | Marcatori | 53’ Martinetti |

| Arbitro: | Herberg (Messina) |

|                                         |           |                            |
| Floro Flores 9’, 19’ (rig.), 65’ (rig.) | Marcatori | 80’ Italiano 82’ Gladstone |

| Arbitro: | M. Mazzoleni (Bergamo) |

|               |           |                         |
| De Simone 23’ | Marcatori | 45+1’, 72’ Floro Flores |

| Arbitro: | De Santis (Roma) |

|  |           |                     |
|  | Marcatori | 59’, 63’ Martinetti |

| Arbitro: | Marelli (Como) |

|               |           |                               |
| Martnetti 44’ | Marcatori | 11’, 81’ (rig.), 86’ Bellucci |

| Arbitro: | Bergonzi (Genova) |

|             |           |  |
| Joelson 76’ | Marcatori |  |

| Arbitro: | Preschern (Mestre) |

|                |           |                |
| Raimondi 45+1’ | Marcatori | 32’ Borgobello |

| Modena 23 aprile 2006, ore 15:00 37ª giornata | Modena        | 0 – 0 | Arezzo | Stadio Alberto Braglia\| Arbitro: \| Ciampi (Roma) \| |
| Arbitro:                                      | Ciampi (Roma) |       |        |                                                       |

| Arbitro: | Rodomonti (Roma) |

|                                |           |             |
| Floro Flores 36’ Di Donato 83’ | Marcatori | 75’ Valiani |

| Arezzo 6 maggio 2006, ore 16:00 39ª giornata | Arezzo        | 0 – 0 | Bari | Stadio Città di Arezzo\| Arbitro: \| Lops (Torino) \| |
| Arbitro:                                     | Lops (Torino) |       |      |                                                       |

| Arbitro: | Racalbuto (Gallarate) |

|                                 |           |  |
| Adriano da Silva 47’ Soncin 89’ | Marcatori |  |

| Arbitro: | Rosetti (Torino) |

|             |           |  |
| Fabiano 73’ | Marcatori |  |

| Arbitro: | P.S. Mazzoleni (Bergamo) |

|                      |           |                               |
| Cacia 37’ Riccio 88’ | Marcatori | 7’, 75’ Adeshina 70’ Antonini |

### Coppa Italia
| Arbitro: | Ciampi (Roma) |

|  |           |                                                  |
|  | Marcatori | 42’ E. D'Anna 54’ Antonini 74’ (rig.) Sinigaglia |

| Arbitro: | De Marco (Chiavari) |

|                                     |                      |                                            |
| Zoboli 22’ (aut.) Cutolo 104’       | Marcatori            | 52’ Possanzini 112’ Zambrella              |
| Cutolo Raimondi Vigna Ogliari Conte | Tiri di rigore 4 – 5 | Strada Zambrella Mareco Martínez Milanetto |